# Lexikon der gesamten Technik

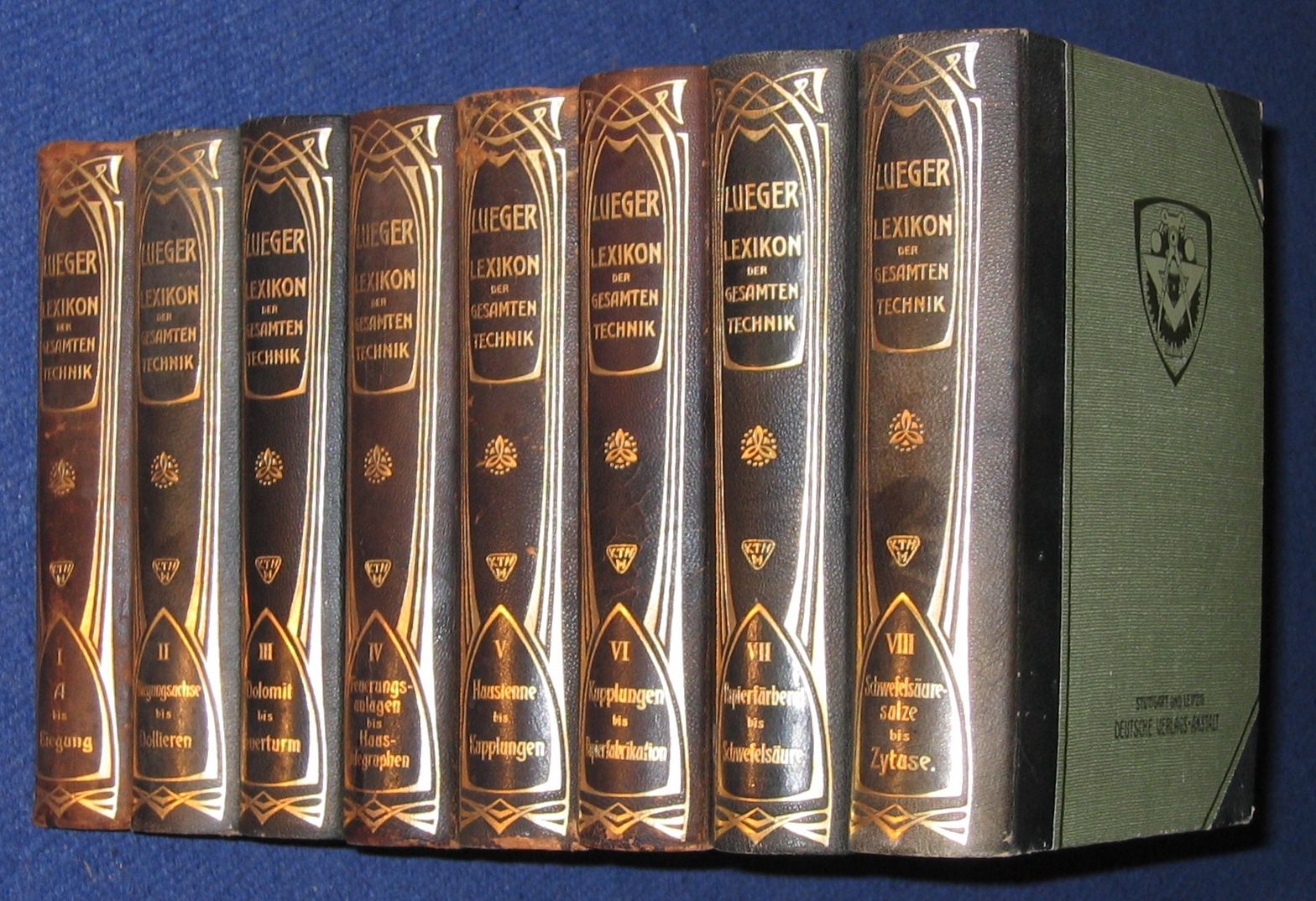
Imatge de la col·lecció editada el 1904

El Lexikon der Technik und gesamten Hilfswissenschaften ihrer (literalment: Diccionari de tota la tècnica i les seves ciències útils) és una obra de consulta enciclopèdica en alemany, es va centrar en la tècnica, enginyeria i arquitectura. Va aparèixer en quatre col·leccions successives.
L'enginyer alemany Otto Lueger (1843 - 1911) va comptar amb l'ajuda de molts especialistes amb l'objectiu de "presentar tot el camp de la tècnica comunament intel·ligible", també a "satisfer les necessitats dels tècnics i especialistes avançats ", sent també l'objectiu d'omplir un buit en la literatura enciclopèdica disponible.
Cada edició té un període de la història alemanya: les primeres, l'Imperi Alemany amb llurs diverses màquines, també temes com la balística o el gas mostassa, a continuació, la República de Weimar amb la projecció cinematogràfica o el cotxe. A continuació, la República Federal de post-guerra en la seva quarta edició, de 1960 a 1972. Aquesta última edició pretén abastar totes les àrees de l'art en el seu sentit més ampli. Això va des de la indústria minera al principi d'incertesa de Heisenberg passant per proves sísmiques, enginyeria mecànica a la seguretat, tot el que concerneix un enginyer o tècnic és recollit en el llibre .
La quarta edició del Lueger també disponible en edició de butxaca de 50 volums classificats per temes. Un d'ells es diu ara "Diccionari d'Enginyeria de precisió", publicat en sis volums el 1972, i el contingut aborda l'ofimàtica, instruments i de control, sistemes de control electrònic de mesurament, comunicació òptica i ràdio.
El Lueger aturà l'edició en paper i va ser publicada en DVD.

## Origen
La primera edició va ser publicada en 1894.

## Edicions

### 1ª Edició, 7 volums, 1894-1899
Volum I: A - El pèndol balístic
Volum II: El problema balístic - carbonat de calci
Volum III: òxid de calci - vinagre
Volum IV: àcid acètic - temperatura bàsica
Volum V: aigües subterrànies - acoblaments
Volum VI: acoblaments - fricció
Volum VII: fricció - transport intermedi

### 2ª Edició, 8 volums, 1904-1910 (amb 2 suplements en 1914 i 1920)
Volum I: A - Bend
Volum II: eix de flexió - dòlars
Volum III: Torre de Dolomita - Incendis
Volum IV: Sistemes de cocció - telègrafs
Volum V: Haustenne - acoblaments
Volum VI: Acoblaments - fabricació de paper
Volum VII: Tintura de paper - àcid sulfúric
Volum VIII: sals d'àcid sulfúric - citases

### 3a Edició, 6 volums, 1926-1929 (amb un volum de l'índex)
Volum I: A - perforació
Volum II: Olis de perforació - electrum
Volum III: Element - palanca
Volum IV: Braç de palanca -mida
Volum V: Massa - construcció naval
Volum VI: Fustes navals - terra xipriota

### 4a Edició, 17 volums, 1960-1972
La quarta edició ja no està en ordre alfabètic, sinó segons àrees temàtiques:
1 Enginyeria mecànica
2 Enginyeria Elèctrica i Tecnologia Nuclear
3 Proves de materials i materials
4 Mineria
5 Enciclopèdia d'enginyeria metal·lúrgica
6 Tecnologia Energètica i Màquines d'Energia
7 Tecnologia Energètica i Màquines d'Energia
8 Tecnologies de producció i màquines
9 Tecnologies de producció i màquines
10 Tecnologia de construcció
11 Enginyeria de construcció
13 Tecnologia de vehicles
14 Enginyeria de precisió
15 Organització de fàbriques i tecnologia de transportadors
16 Enginyeria de processos
17 Registre temàtic